# Coccomyces australis
Coccomyces australis är en svampart som beskrevs av P.R. Johnst. 2007. Coccomyces australis ingår i släktet Coccomyces och familjen Rhytismataceae.   Inga underarter finns listade i Catalogue of Life.